# 精密手表

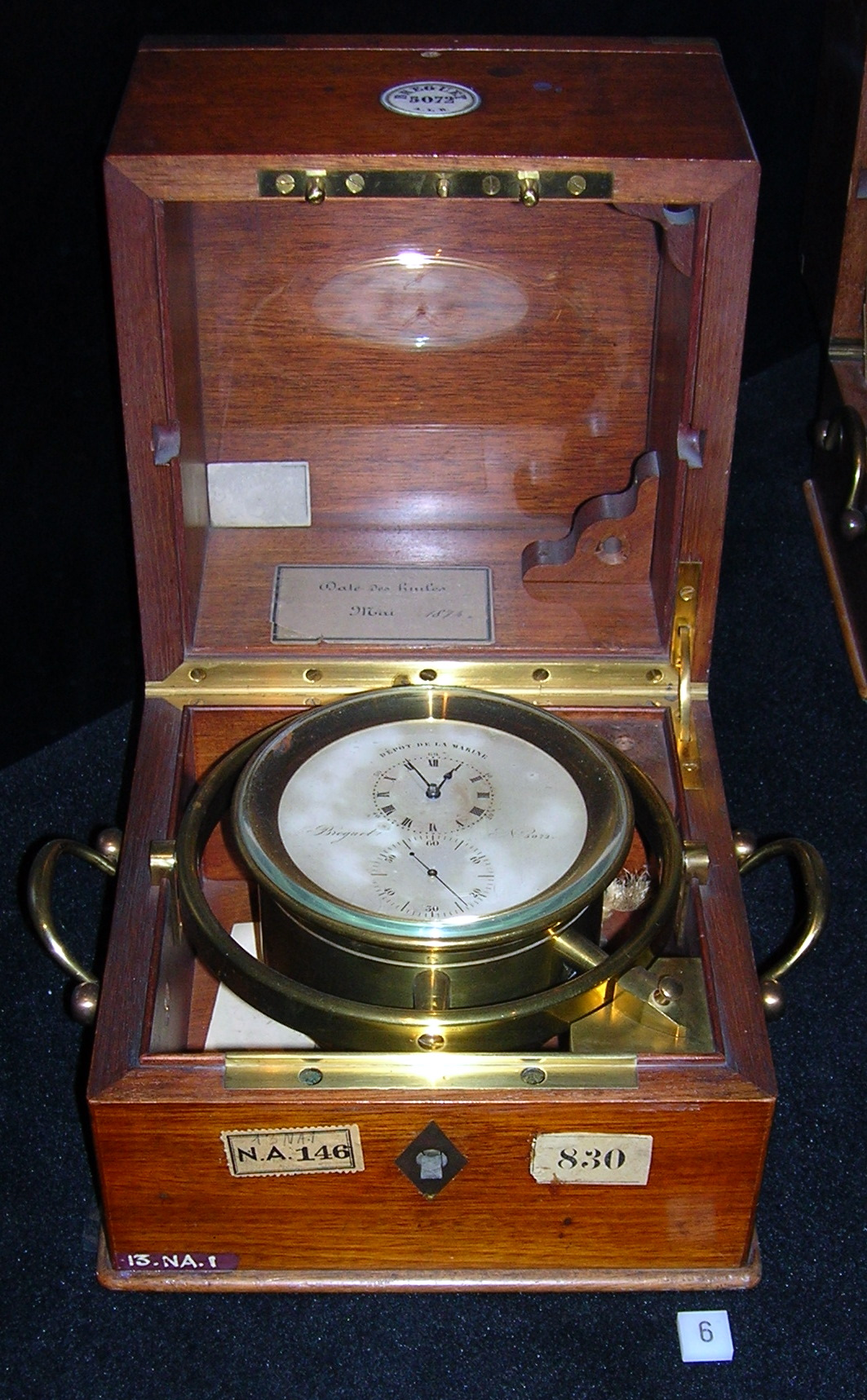

精密手表，又被称作天文台表（英語：Chronometer watch），是经过测试和认证符合一定精密标准的一种手表。